# 丹尼斯敦 (緬因州)
丹尼斯敦（英語：Dennistown）是位於美國緬因州薩默塞特縣的一個種植園。

## 人口
根據2020年美國人口普查的數據，丹尼斯敦的面積為105.10平方千米，當中陸地面積為100.40平方千米，而水域面積為4.70平方千米。當地共有人口61人，而人口密度為每平方千米0人。